# 聖葆麗堂 (法勒他)

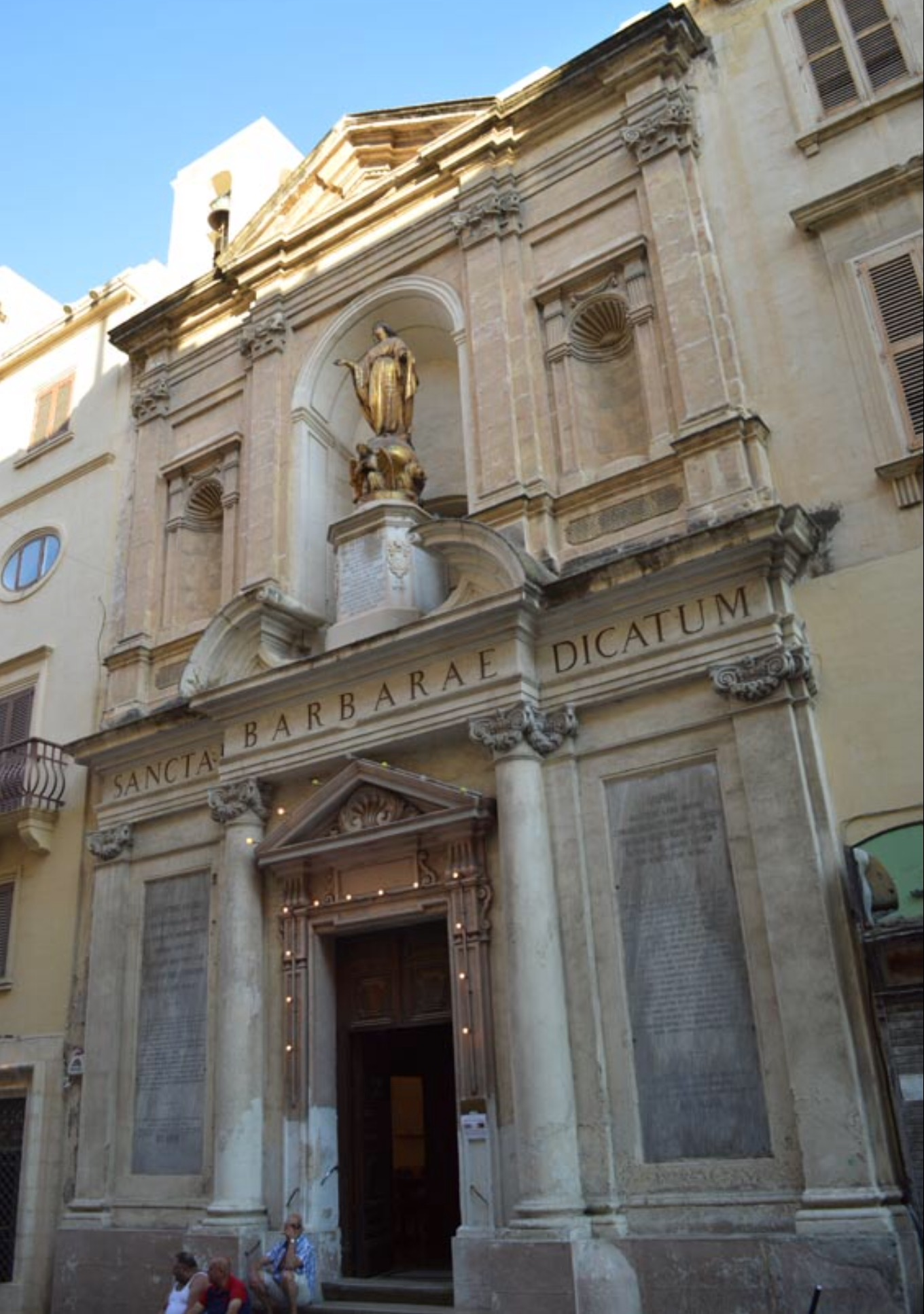
聖葆麗堂，攝於2016年

聖葆麗堂是位於馬爾他首都瓦萊塔的一座羅馬天主教教堂。教堂始建於1573年，後於1739年重建，是一座巴洛克式建築。